# Zelfa Madhloum
Zelfa Madhloum (4 juni 1989) is een Belgisch onderneemster, journaliste en ex-woordvoerster van de Open-Vld.

## Biografie
Madhloum is naar eigen zeggen afkomstig uit een Irakese ondernemersfamilie. Madhloum's grootvader immigreerde in 1976 naar België.
Madhloum studeerde journalistiek en marketing. Ze begon eerst te werken als freelance journaliste. Ze is ook scheidsrechter bij de jeugdafdelingen van de  Belgische Voetbalbond.
in 2013 reisde Madhloum naar Irak voor de serie "Tussen Antwerpen en Bagdad" waar ze verslag bracht van Irakezen die terugkeerden naar hun land na te zijn geëmigreerd. Ze schreef er een artikel over voor De Gazet Van Antwerpen en maakte een Nomaden-reportage voor het Canvas-programma Vranckx.
Madhloum en haar echtgenoot richtten in 2017 The Belgian Food Company op, geregistreerd als bvba Dima Group International bij het KBO, een tradingbedrijf dat voedingsproducten exporteert naar het Midden-Oosten en Afrika.  
Madhloum dient ook als kernlid bij Liberales.

## Politieke carrière
Zelfa Madhloum nam op 26 mei 2019 deel aan de verkiezingen voor het Vlaams Parlement bij Open VLD in het kiesdiscrict Antwerpen. Madhloum haalde van op de 5e plaats 2.818 stemmen, wat haar geen mandaat in het Vlaams Parlement opleverde.
In mei 2020 ging Madhloum aan de slag als woordvoerster van Open VLD en van partijvoorzitter Egbert Lachaert. In de periode na haar aanstelling als woordvoerster, kreeg ze veel racistische reacties op sociale media. Ze nam, officieel omwille van de vele racistische reacties, in november 2021 ontslag als partijwoordvoerster.

## Rechtszaak
In februari 2024 werd Gert Van Mol van de satirische nieuwswebsite 't Scheldt door de correctionele rechtbank van Mechelen veroordeeld tot zes maanden cel met uitstel en 4.000 euro boete wegens het aanzetten tot haat of geweld tegen Madhloum. 't Scheldt had op 30 mei 2020 een artikel over Madhloum gepubliceerd met daarbij een foto waarop Madhloum een zwarte chador, een traditioneel islamitisch gewaad, draagt. Van Mol kreeg ook het verbod opgelegd om het artikel nog te publiceren op straffe van een dwangsom van 1.000 euro per dag. Op 5 december 2024 werd Van Mol, als feitelijke beheerder van 't Scheldt, vrijgesproken door het Hof van Beroep in Antwerpen. Het Hof oordeelde dat de vermelding "haar eigenlijke thuisland" op zich niet volstond om boven iedere redelijke twijfel te kunnen vaststellen dat het publiceren van de tekst en de foto de bedoeling had om aan te zetten tot haat of geweld tegen Madhloum. Bovendien was de bewuste foto van Madhloum in Irak niet lukraak gekozen, maar sloot ze volgens het hof aan bij een gedeelte van de inhoud van het artikel over haar reis naar Irak. Het Hof motiveerde nog dat "niet elk kritisch of zelfs venijnig geschreven artikel, zelfs al is het provocerend en polariserend, noodzakelijkerwijs aanzetten tot haat impliceert. Bij afwezigheid van dit bijzonder opzet valt het artikel onder de vrijheid van meningsuiting".

## Privé
Madhloum is moslima en getrouwd.